# ハンナ・マンチーニ

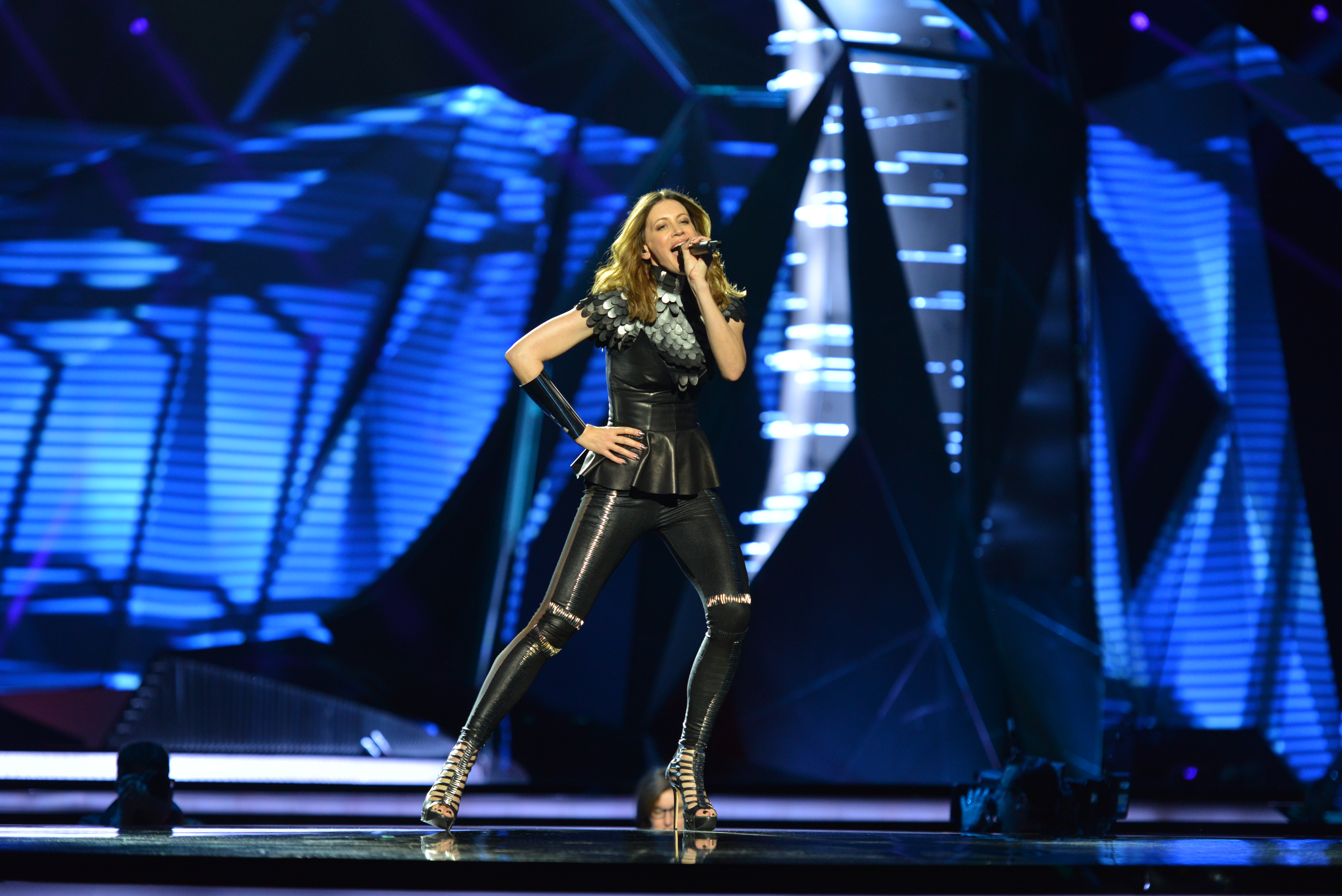

ハンナ・マンチーニ（Hannah Mancini、1973年1月22日 - ）は、アメリカ合衆国出身でスロベニア在住の歌手。スロベニア国営放送の内部選考により、代表曲「Ti si tisti」でユーロビジョン・ソング・コンテスト2013のスロベニア代表に選出された。2013年5月にスウェーデンのマルメで開催される同大会のスロベニア代表を務める。2011年にはSylvain、Mike Valeとの共演曲でユーロビジョン・ソング・コンテスト・スロベニア代表に挑むが、決勝で敗れる。
複数のディズニー映画のサウンドトラックの製作に関わり、プロデューサーのラリー・クラインなどと仕事を共にした経験を持つ。